# Illiat
Illiat [ilja]  est une commune française, située dans le département de l'Ain en région Auvergne-Rhône-Alpes.
Ses habitants sont appelés les Illiatis.

## Géographie
Illiat se trouve à 15 km au sud de Mâcon, à la limite entre la Bresse et la Dombes. Composé de bois et d'une cinquantaine de hameaux et lieux-dits, l'habitat est dispersé. Il est composé de fermes isolées, entourées de pâturages et de cultures.

### Climat
Pour des articles plus généraux, voir Climat d'Auvergne-Rhône-Alpes et Climat de l'Ain.
En 2010, le climat de la commune est de type climat océanique dégradé des plaines du Centre et du Nord, selon une étude du CNRS s'appuyant sur une série de données couvrant la période 1971-2000. En 2020, Météo-France publie une typologie des climats de la France métropolitaine dans laquelle la commune est dans une zone de transition entre le climat semi-continental et le climat de montagne et est dans la région climatique Bourgogne, vallée de la Saône, caractérisée par un bon ensoleillement (1 900 h/an), un été chaud (18,5 °C), un air sec au printemps et en été et des vents faibles.
Pour la période 1971-2000, la température annuelle moyenne est de 11,6 °C, avec une amplitude thermique annuelle de 18 °C. Le cumul annuel moyen de précipitations est de 845 mm, avec 10 jours de précipitations en janvier et 7,3 jours en juillet. Pour la période 1991-2020, la température moyenne annuelle observée sur la station météorologique de Météo-France la plus proche, sur la commune de Baneins à 9 km à vol d'oiseau, est de 12,7 °C et le cumul annuel moyen de précipitations est de 880,2 mm,. Pour l'avenir, les paramètres climatiques de la commune estimés pour 2050 selon différents scénarios d'émission de gaz à effet de serre sont consultables sur un site dédié publié par Météo-France en novembre 2022.

## Urbanisme

### Typologie
Au 1er janvier 2024, Illiat est catégorisée commune rurale à habitat dispersé, selon la nouvelle grille communale de densité à 7 niveaux définie par l'Insee en 2022.
Elle est située hors unité urbaine et hors attraction des villes,.

### Occupation des sols
L'occupation des sols de la commune, telle qu'elle ressort de la base de données européenne d’occupation biophysique des sols Corine Land Cover (CLC), est marquée par l'importance des territoires agricoles (80,5 % en 2018), une proportion identique à celle de 1990 (80,5 %). La répartition détaillée en 2018 est la suivante : 
terres arables (57,2 %), forêts (17,9 %), zones agricoles hétérogènes (12,1 %), prairies (11,3 %), zones urbanisées (1,5 %).
L'évolution de l’occupation des sols de la commune et de ses infrastructures peut être observée sur les différentes représentations cartographiques du territoire : la carte de Cassini (XVIIIe siècle), la carte d'état-major (1820-1866) et les cartes ou photos aériennes de l'IGN pour la période actuelle (1950 à aujourd'hui).

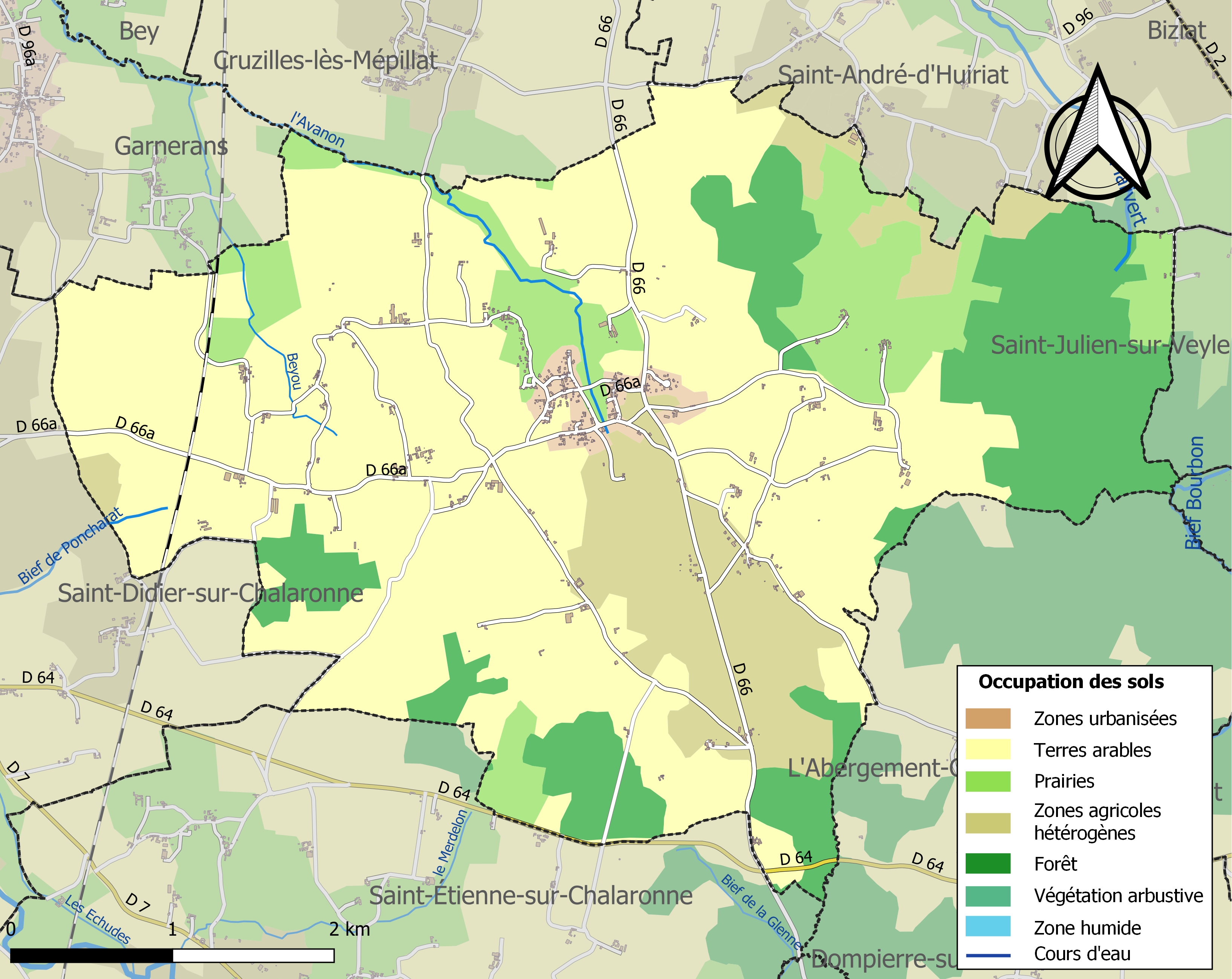
Carte des infrastructures et de l'occupation des sols de la commune en 2018 (CLC).

## Histoire

### Toponymie

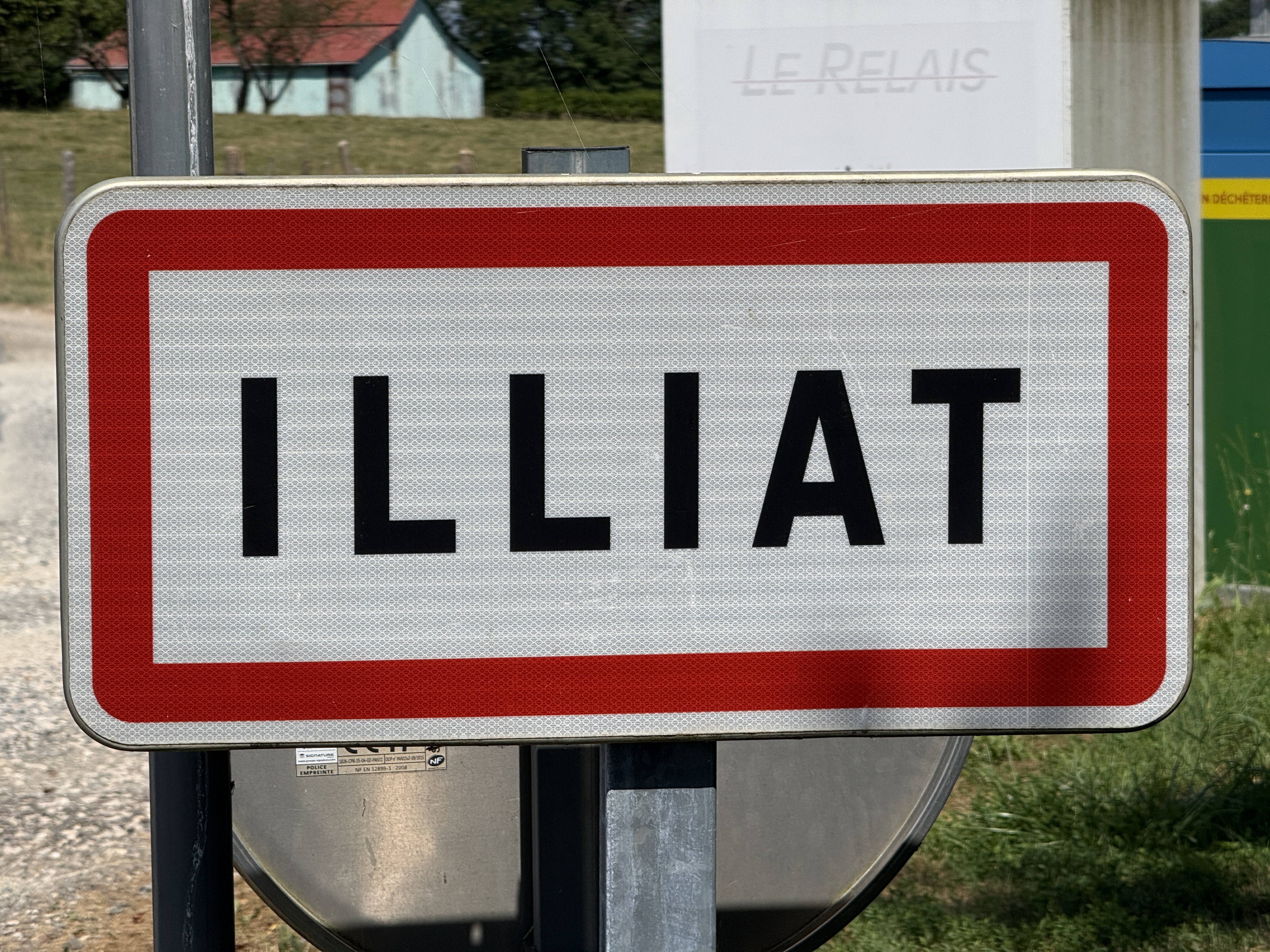
Panneau d'entrée.

La commune a vu son nom changer au fil des siècles :
- 1285 : Yllia
- 1365 : Illiacus
- 1506 : Illies
- 1612 : Illiat
- 1650 : Illia
- 1655 : Illiaz
- 1802 : Illiat

## Politique et administration

### Découpage territorial
La commune d'Illiat est membre de la communauté de communes Val de Saône Centre, un établissement public de coopération intercommunale (EPCI) à fiscalité propre créé le 1er janvier 2017 dont le siège est à Montceaux. Ce dernier est par ailleurs membre d'autres groupements intercommunaux.
Sur le plan administratif, elle est rattachée à l'arrondissement de Bourg-en-Bresse, au département de l'Ain et à la région Auvergne-Rhône-Alpes. Sur le plan électoral, elle dépend du  canton de Châtillon-sur-Chalaronne pour l'élection des conseillers départementaux, depuis le redécoupage cantonal de 2014 entré en vigueur en 2015, et de la quatrième circonscription de l'Ain  pour les élections législatives, depuis le dernier découpage électoral de 2010.

### Administration municipale

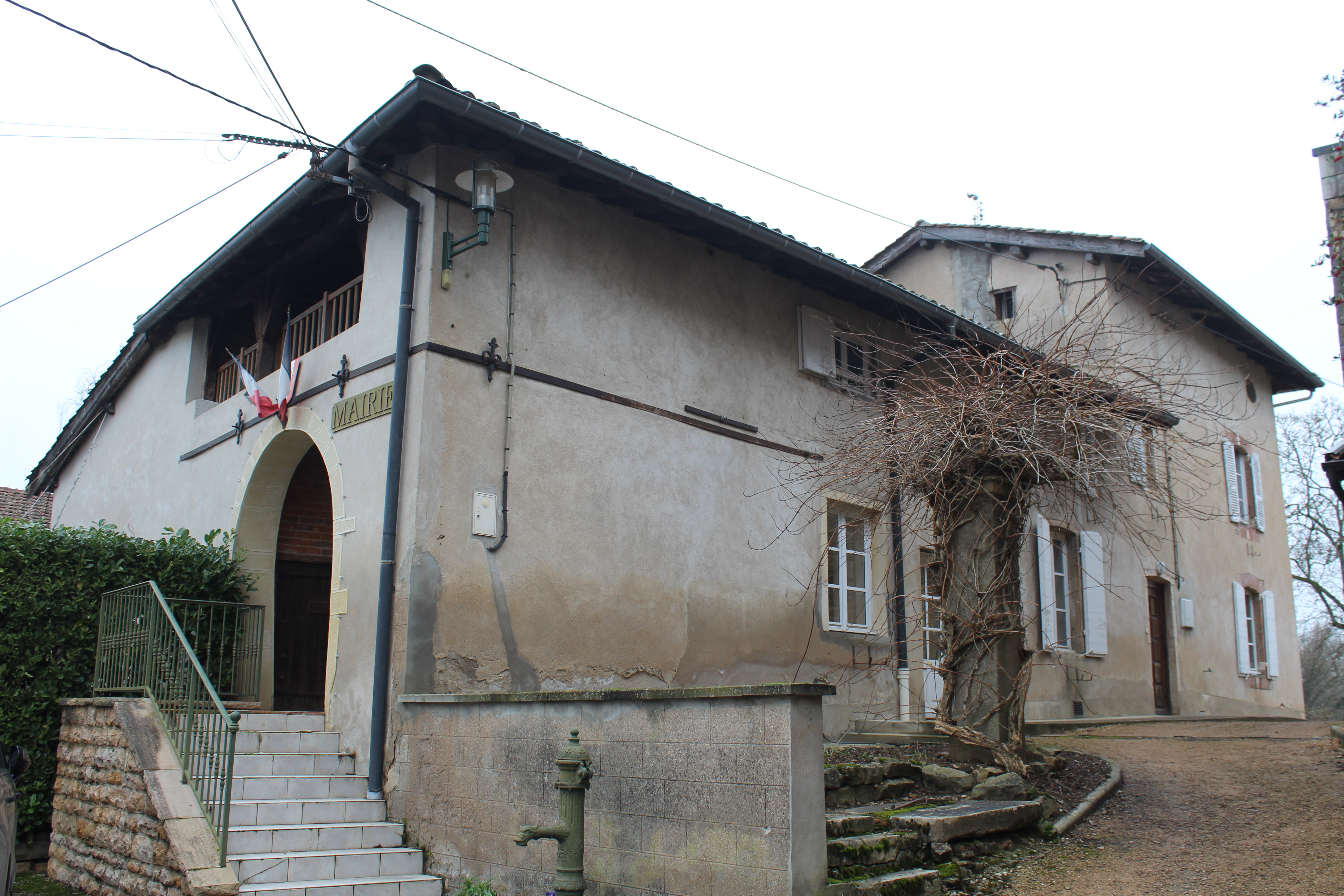
Mairie.

| Période                                  | Période   | Identité         | Étiquette | Qualité  |
| ---------------------------------------- | --------- | ---------------- | --------- | -------- |
|                                          |           | Antoine Richard  |           |          |
|                                          |           | Léon Musy        |           |          |
|                                          |           | Louis Tevenar    |           |          |
| 3 mandats                                | 1977      | Félix Vernu      |           |          |
| 1977                                     | juin 1995 | Marcel Taton     |           |          |
| juin 1995                                | mars 2008 | Jacques Arbore   |           |          |
| mars 2008                                | mai 2020  | Bernard Litaudon | SE        | Retraité |
| mai 2020                                 | En cours  | Richard Labalme  |           |          |
| Les données manquantes sont à compléter. |           |                  |           |          |

## Démographie
L'évolution du nombre d'habitants est connue à travers les recensements de la population effectués dans la commune depuis 1793. Pour les communes de moins de 10 000 habitants, une enquête de recensement portant sur toute la population est réalisée tous les cinq ans, les populations de référence des années intermédiaires étant quant à elles estimées par interpolation ou extrapolation. Pour la commune, le premier recensement exhaustif entrant dans le cadre du nouveau dispositif a été réalisé en 2005.

En 2022, la commune comptait 696 habitants, en évolution de +13,17 % par rapport à 2016 (Ain : +5,15 %, France hors Mayotte : +2,11 %).
| 1793 | 1800 | 1806 | 1821 | 1831 | 1836 | 1841 | 1846 | 1851 |
| ---- | ---- | ---- | ---- | ---- | ---- | ---- | ---- | ---- |
| 444  | 647  | 348  | 612  | 671  | 706  | 712  | 657  | 664  |

| 1856 | 1861 | 1866 | 1872 | 1876 | 1881 | 1886 | 1891 | 1896 |
| ---- | ---- | ---- | ---- | ---- | ---- | ---- | ---- | ---- |
| 650  | 671  | 673  | 646  | 653  | 612  | 642  | 640  | 676  |

| 1901 | 1906 | 1911 | 1921 | 1926 | 1931 | 1936 | 1946 | 1954 |
| ---- | ---- | ---- | ---- | ---- | ---- | ---- | ---- | ---- |
| 648  | 634  | 633  | 532  | 536  | 517  | 501  | 497  | 473  |

| 1962 | 1968 | 1975 | 1982 | 1990 | 1999 | 2005 | 2006 | 2010 |
| ---- | ---- | ---- | ---- | ---- | ---- | ---- | ---- | ---- |
| 462  | 435  | 395  | 384  | 396  | 466  | 510  | 517  | 570  |

| 2015 | 2020 | 2022 | - | - | - | - | - | - |
| ---- | ---- | ---- | - | - | - | - | - | - |
| 610  | 681  | 696  | - | - | - | - | - | - |

## Culture locale et patrimoine

### Lieux et monuments
- Église Saint-Symphorien d'Illiat

L'église, consacrée à saint Symphorien, a été construite au XIIe siècle avec un clocher de style byzantin érigé vers 1870, lors de l'allongement de la nef. La nef est soutenue par sept arcades, reposant sur six chapiteaux et colonnettes.
Quatre fresques murales du XIIe siècle ont été peintes, et sont classées aux Monuments Historiques. Elles ont été restaurées en 1996.
- Château de Pionneins. Remanié au XIXe siècle, le château sera une maison secondaire d'Antoine Richard, Maire d'Illiat, petit-fils de Charles-François Richard et gendre de Claude Joseph Bonnet. Le château est toujours la propriété des descendants d'Antoine Richard, la famille Broch d'Hoteland.
- Motte dite « poype » de Lurcy[21].

### Personnalités liées à la commune

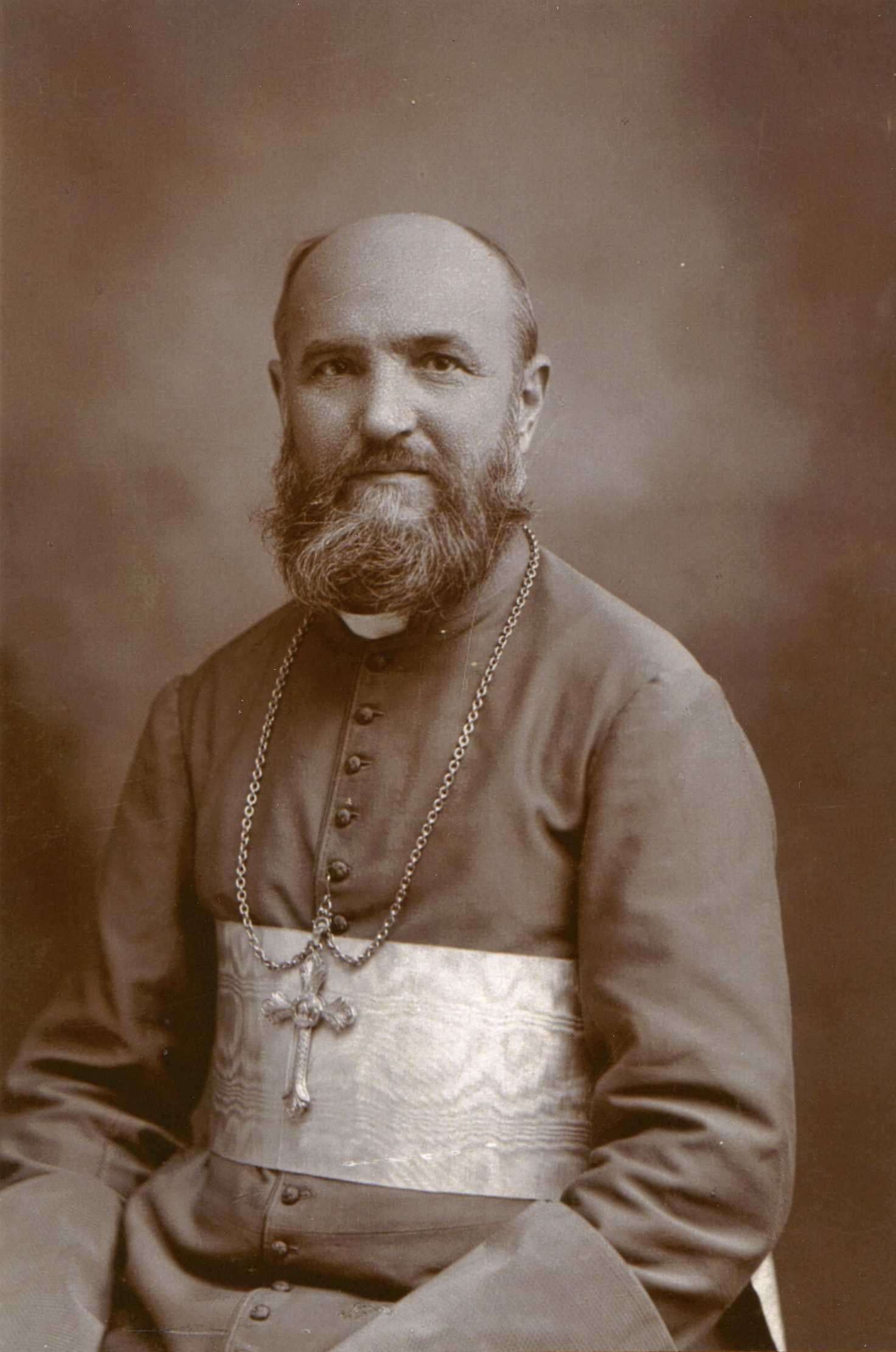
Monseigneur Pierre-Jean Broyer.

- Pierre-Jean Broyer (1846 à Illiat - 1918 à Apia), était un prêtre mariste puis évêque français, missionnaire aux îles Salomon.
- Jean Vaissade, célèbre accordéoniste, producteur entre autres de Django Reinhardt, époux de la chanteuse populaire Rina Ketty, avait sa résidence secondaire à Illiat.